# Обет
Обе́т (ст.‑слав. обѣтъ, от *оb- и *vetъ — «изречение» (заве́т; приве́т); др.-рус. вѣтъ — «договор, совет») — обязательство, добровольно налагаемое на себя человеком (или общиной) ради избавления от мора, болезней, неурожая, стихийных бедствий, а также предмет или жертвенное животное, приносимые по обещанию в церковь или иное почитаемое место.
В христианстве обет есть данное Богу обдуманное обещание какого-либо доброго дела, зависящего от свободной воли христианина. Обеты давались верующими в благодарность Господу за оказанную небесную помощь или при молитве о ней. Неисполнение обета является тяжким грехом, поэтому необходимо подходить к этому ответственно. Нарушение обетов составляет грех против третьей заповеди Закона Божия. Слово «обет» может использоваться также в качестве синонима слов «зарок» или «клятва».

## В авраамических религиях
В авраамических религиях:
- Обещание (ивр. נֶדֶר‎ — обещание или что-то обещанное) что-то сделать или пожертвовать Богу в благодарность за его ответ или благословения от него: обеты Иакова, Иеффая, Анны и Авессалома.
- Обет воздержания (אָסַר‎ — зарок, отказ или воздержание от чего-либо) – обещание воздержаться от чего-либо. Яркими библейскими примерами такого обета служат зарок от супружества и обет назорейства, который включал в себя, среди прочего, полное воздержание от алкогольных напитков, от стрижки волос и от прикосновения к останкам умершего. Закон о назорействе подробно описан в (Чис. 6:1—21).
- Обет заклятия (חֵרֶם‎ или араб. حَرَام‎ — заклятое или проклятое) определяет вещь, или живое существо, или некое множество таких вещей, существ, включая людей, находящихся под проклятием или заклятием, к которому до снятия его (или в течение определённого времени) под угрозой наказания или смерти не может прикасаться никто, кроме Бога. Харам как религиозный запрет на причинение вреда или на общение с человеком по какой-либо причине несколько раз упоминается в Коране.

И объявили в Иудее и в Иерусалиме всем бывшим в плену, чтоб они собрались в Иерусалим; а кто не придёт чрез три дня, на все имение того, по определению начальствующих и старейшин, будет положено заклятие, и сам он будет отлучён от общества переселенцев.
— Библия, Ветхий Завет, Книга пророка Ездры, 10:7—8

## В буддизме
В буддизме слово «обет» используется аналогично неавраамическим религиям. Суть обета в древних индийских традициях — в ограничении какого-то проявления своей природы. Таким образом можно накопить и усилить определённые внутренние энергии, что позволяет актуализировать их, а затем поставить под сознательный контроль.

Как только приходит импульс что-то сделать — остановись.— Виджнана Бхайрава Тантра
Обеты, положительно влияющие на поведение человека, способствуют накоплению энергии, осознанию внутренних проблем и их решению. Чем дольше длится обет, тем глубже вскрываемые внутренние проблемы.